# Bundesstraße 27a
Als Bundesstraße 27a (Abkürzung: B 27a) werden verschiedene alternative Streckenführungen der Bundesstraße 27 bezeichnet, so z. B.:
- die Nordumfahrung von Stuttgart-Stammheim zwischen Kornwestheim über Stuttgart-Zuffenhausen nach Möglingen, die in Stammheim auf einer Länge von 288 m untertunnelt und an die L1110 angebunden ist.[1][2][3][4]
- die Theodor-Heuss-Straße und Paulinenstraße in Stuttgart[5]

Die Justizvollzugsanstalt Stuttgart in Stuttgart-Stammheim soll im Zuge eines Gebietsaustausches von Stuttgart mit Kornwestheim direkt an die Bundesstraße 27a angebunden werden.